# Craspedosis cyanea
Craspedosis cyanea là một loài bướm đêm trong họ Geometridae.